# Alberto Valdés Lacarra
Alberto Valdés Lacarra (30 de noviembre de 1950-19 de diciembre de 2020) fue un jinete mexicano que compitió en la modalidad de salto ecuestre.
Participó en dos Juegos Olímpicos de Verano en los años 1980 y 1992, obteniendo una medalla de bronce en Moscú 1980 en la prueba por equipos. Ganó dos medallas de bronce en los Juegos Panamericanos de 1987.

## Palmarés internacional
| Juegos Olímpicos     | Juegos Olímpicos              | Juegos Olímpicos  | Juegos Olímpicos |
| Año                  | Lugar                         | Medalla           | Categoría        |
| -------------------- | ----------------------------- | ----------------- | ---------------- |
| 1980                 | Moscú (URSS)                  | Medalla de bronce | Por equipos      |
| Juegos Panamericanos |                               |                   |                  |
| Año                  | Lugar                         | Medalla           | Categoría        |
| 1987                 | Indianápolis (Estados Unidos) | Medalla de bronce | Individual       |
| 1987                 | Indianápolis (Estados Unidos) | Medalla de bronce | Por equipos      |